# معركة بلدوين (2011)
في ديسمبر 2011 استعاد تحالف القوات المسلحة الصومالية والقوات الإثيوبية بلدة بلدوين في وسط الصومال من مقاتلي حركة الشباب.

## المعركة
زعمت حركة الشباب أنها صدت ثلاث هجمات إثيوبية ثم قامت "بانسحاب تكتيكي". واستولى تحالف القوات المسلحة الصومالية والقوات الإثيوبية على المدينة دون مقاومة؛ وزعم شهود عيان أن كلا الجانبين استخدم المدفعية الثقيلة والأسلحة.